# Fucsia Nissoli
Angela Rosaria Nissoli coniugata Fitzgerald, comunemente conosciuta come Fucsia Nissoli (Treviglio, 17 aprile 1963) è una politica italiana.

## Biografia

### Attività politica
Nel 2012 aderisce al MAIE-Movimento Associativo Italiani all'Estero. Ne diventa coordinatrice nella Nuova Inghilterra e, a sua volta, nomina altri coordinatori del MAIE. Alle elezioni politiche 2013 è candidata alla Camera dei deputati, nella circoscrizione Estero C (America Settentrionale e Centrale), nella lista "centrista" Con Monti per l'Italia (in quota MAIE), venendo eletta deputata della XVII Legislatura con circa 6.300 preferenze. Dal 2014 è consigliere della Fondazione Italia USA.
Alla Camera dei Deputati si iscrive dapprima al gruppo parlamentare di Scelta Civica per l'Italia (dall'inizio della legislatura all'8 aprile 2013), passando successivamente alla componente del Gruppo misto "MAIE-Movimento Associativo Italiani all'Estero", all'interno della quale rimane solamente per due giorni (dall'8 aprile 2013 al 10 aprile 2013); il 10 aprire 2013 abbandona il Movimento Associativo Italiani all'Estero (partito di cui ha fatto parte a partire dal 2012) per aderire direttamente al partito Scelta Civica e passando quindi nuovamente al gruppo parlamentare di Scelta Civica per l'Italia (dal 10 aprile 2013 al 10 dicembre 2013); il 10 dicembre 2013 prende infine parte alla scissione di Scelta Civica, abbandonando il partito stesso e passando quindi, assieme ad altri 15 deputati, al nuovo gruppo centrista di maggioranza Democrazia Solidale - Centro Democratico (di cui fa parte dal 20 dicembre 2013 sino al 20 giugno 2017), dapprima come esponente dei Popolari per l'Italia di Mario Mauro (fino a dicembre 2014) e poi di Democrazia Solidale (dal 2014 al 2017).
Alla Camera fa inoltre parte della III Commissione (Affari Esteri e Comunitari) ed è segretario del Comitato per le questioni degli Italiani all'estero e del Sistema Paese. Il 20 giugno 2017 abbandona Democrazia Solidale (e quindi il gruppo parlamentare Democrazia Solidale-Centro Democratico) ed aderisce ufficialmente a Forza Italia. Alle elezioni politiche del 2018 viene rieletta alla Camera dei Deputati, come esponente di Forza Italia nella lista unitaria di centro-destra "Salvini - Berlusconi - Meloni". Nel settembre 2020 rese noto di votare "no" al referendum sul taglio dei parlamentari, in quanto si sarebbe trattato di "una riforma finta".
Sia L'Espresso che il Corriere della Sera l'hanno inserita nelle prime tre posizioni delle rispettive classifiche dei parlamentari più "voltagabbana", ovvero dei "campioni del cambio di partito".

## Vita privata
Residente dalla fine degli anni ottanta negli Stati Uniti, in Connecticut, è sposata con un cittadino statunitense e ha tre figli.